# Esperimento di Franck-Hertz
L'esperimento di Franck-Hertz è stato un esperimento fisico condotto dagli scienziati tedeschi James Franck e Gustav Ludwig Hertz nel 1914 sulle collisioni inelastiche di elettroni in un gas. Esso fu successivamente utilizzato per verificare il modello atomico di Bohr da Bohr stesso, che teorizzava la presenza di livelli discreti di energia per le orbite degli elettroni attorno al nucleo. L'esperimento, che confermò il modello quantizzato dei livelli di energia atomici, valse ai due fisici il Premio Nobel per la fisica nel 1925.

## L'esperimento
L'apparato sperimentale utilizzato da Franck e Hertz consisteva in un tubo contenente un gas a bassa pressione della sostanza oggetto dell'esperimento (nel caso dell'esperimento originale, gas di mercurio), all'interno del quale erano posti tre elettrodi: un catodo a emissione di elettroni, una griglia di accelerazione e un anodo, posto a un potenziale leggermente inferiore rispetto a quello della griglia, ma comunque positivo rispetto a quello del catodo. Mediante opportuni strumenti potevano essere variate le differenze di potenziale tra catodo e griglia e misurata la corrente tra i due elettrodi.

Corrente tra gli elettrodi in funzione del potenziale di accelerazione

L'idea alla base dell'esperimento è che, nell'urto tra gli elettroni accelerati e gli atomi del gas, l'energia cinetica viene assorbita dagli atomi solo se essa è pari alla differenza di energia tra due livelli energetici che, secondo il modello di Bohr, ha un valore finito e discreto. Mediante il potenziale di accelerazione {\displaystyle \Delta V} è possibile controllare l'energia cinetica media degli elettroni, che sarà
{\displaystyle K={\frac {1}{2}}m_{e}v^{2}=e\Delta V}
Se questa energia è inferiore all'energia di transizione tra i primi due livelli energetici {\displaystyle W_{1}} e {\displaystyle W_{2}}, cioè se
{\displaystyle e\Delta V<W_{2}-W_{1},}
allora gli urti con gli atomi sono prevalentemente elastici, dunque l'energia cinetica totale degli elettroni rimane costante e quindi la corrente misurata ai capi del circuito aumenta all'aumentare del potenziale.
Quando invece
{\displaystyle e\Delta V=W_{2}-W_{1}}
gran parte degli urti tra elettroni e atomi diventa anelastica, in quanto l'energia cinetica media dell'elettrone è sufficiente a eccitare l'atomo al livello energetico successivo. Conseguentemente, gli elettroni che hanno perso tutta la loro energia cinetica nell'urto non sono in grado di raggiungere l'anodo (che si trova a un potenziale minore rispetto alla griglia) e questo porta a una brusca riduzione della corrente misurata.
Aumentando ancora il potenziale gli elettroni che hanno ceduto la loro energia cinetica in un urto con un atomo di mercurio, verranno nuovamente accelerati fino ad arrivare all'anodo, quindi la corrente aumenta in funzione del potenziale, fintantoché l'energia fornita diventa sufficiente per un nuovo urto anelastico. In conclusione osserveremo delle cadute della corrente misurata ogni volta che
{\displaystyle e\Delta V=n(W_{2}-W_{1})}
dove n è un numero naturale.
I risultati dell'esperimento sono esemplificati nella figura a lato, che mostra cali della corrente misurata quando {\displaystyle \Delta V} è un multiplo di 4.9 V, corrispondente alla differenza energetica di 4.9 eV tra i primi due livelli dell'atomo di mercurio, confermando sostanzialmente l'ipotesi di Bohr sull'assorbimento dell'energia da parte degli atomi.